# Helmiopsis bernieri
Helmiopsis bernieri är en malvaväxtart som först beskrevs av Henri Ernest Baillon, och fick sitt nu gällande namn av Arenes. Helmiopsis bernieri ingår i släktet Helmiopsis och familjen malvaväxter. Inga underarter finns listade i Catalogue of Life.